# خرس‌های بونی: بازگشت به زمین
خرس‌های بونی: بازگشت به زمین (به انگلیسی: Boonie Bears: Back to Earth) یک فیلم پویانمایی علمی تخیلی کمدی به کارگردانی لین هویدا از کشور چین محصول سال ۲۰۲۲ است. این هشتمین فیلم از سری خرس‌های بونی است و دهمین سالگرد این مجموعه را جشن می‌گیرد. این فیلم در ۱ فوریه ۲۰۲۲ در چین منتشر شد و عملکرده خوبی در گیشه داشت و به پرفروش‌ترین فیلمِ سری خرس‌های بونی تبدیل شد.

## طرح داستان
یک شئ مکعبی اسرارآمیز که از فضا افتاده‌است به برامبل قدرت فوق‌العاده‌ای می‌دهد - او و بریار با ویک در مقابل یک مهاجم بیگانه و یک ارتش شیطانی متحد می‌شوند.

## صداپیشگان اصلی
- ژانگ بینجون در نقش برامبل
- ژانگ وی در نقش بریار
- تان شیائو در نقش ویک
- لی وانیائو
- چنگ زیانگ
- لیو سیچی

## انتشار
خرس‌های بونی: بازگشت به زمین در ۱ فوریه ۲۰۲۲ در چین به عنوان بخشی از جدول سال نو چینی اکران شد. اکران رسمی اولیه در ۱۵ و ۱۶ ژانویه آغاز شد.

## بازخورد

### فروش گیشه
این فیلم در روز نخست اکران خود ۱۰۶ میلیون یوان به دست‌آورد که بالاترین درآمد یک روزه برای یک پویانمایی سال نو در چین است. این پویانمایی با فروش ۵۶۳ میلیون یوان (۸۹٫۴۴ میلیون دلار آمریکا) در هفته اول اکران و فروش آخر هفته افتتاحیه ۲۴۹ میلیون یوان، پرفروش‌ترین فیلم انیمیشن سال نوی چینی ۲۰۲۲ بود. در ۲۸ مارس، این فیلم از ۱۵۲ میلیون دلار عبور کرد و به پرفروش‌ترین فیلم در مجموعه خرس‌های بونی تبدیل شد.